# Новоуманское сельское поселение
Новоуманское сельское поселение — муниципальное образование в составе Ленинградского района Краснодарского края России.
В рамках административно-территориального устройства Краснодарского края ему соответствует Новоуманский сельский округ.
Административный центр — посёлок Октябрьский.

## Население
| 2010  | 2012  | 2013  | 2014  | 2015  | 2016  | 2017  |
| ----- | ----- | ----- | ----- | ----- | ----- | ----- |
| 3109  | ↗3123 | ↗3146 | ↗3172 | ↗3208 | ↗3247 | ↘3210 |
| 2018  | 2019  | 2020  | 2021  | 2023  |       |       |
| ↘3162 | ↗3170 | ↘3163 | ↘2794 | ↘2792 |       |       |

## Населённые пункты
В состав сельского поселения (сельского округа) входят 5 населённых пунктов:
| № | Населённый пункт | Тип населённого пункта | Население (чел.) |
| - | ---------------- | ---------------------- | ---------------- |
| 1 | Октябрьский      | посёлок                | ↘2507            |
| 2 | Березанский      | хутор                  | ↘83              |
| 3 | Ближний          | посёлок                | ↗276             |
| 4 | Изобильный       | посёлок                | ↘76              |
| 5 | Реконструктор    | хутор                  | ↘167             |